# Rudolf Schlegelmilch
Rudolf Schlegelmilch (Arnstadt, 7 settembre 1931 – Aalen, 21 dicembre 2018) è stato un fisico e paleontologo tedesco.
Dopo aver studiato fisica a Jena e Berlino, si addottorò in fisica e lavorò come direttore dei progetti del settore strumenti astronomi nella ditta Carl Zeiss a Oberkochen. Contemporaneamente si occupò di paleontologia. Nel 1991 lasciò il suo lavoro per dedicarsi interamente ai fossili.
Schlegelmilch è in particolare conosciuto per alcuni studi standard sugli Ammoniti della Germania meridionale.
Nel 1973 curò il 44º convegno annuale della società internazionale di paleontologia ad Aalen.
Per i suoi risultati nella paleontologia ottenne nel 1986 la medaglia Zittel e nel 2006 la croce al merito della repubblica federale tedesca.

## Scritti
- Die Ammoniten des süddeutschen Malms. G. Fischer, Stuttgart 1994.
- Die Ammoniten des süddeutschen Lias. G. Fischer, Stuttgart 1976.
- Die Ammoniten des süddeutschen Doggers. G. Fischer, 1985.
- Die Belemniten des süddeutschen Jura. G. Fischer, 1998.

| Controllo di autorità | VIAF (EN) 59187694 · ISNI (EN) 0000 0000 2732 1497 · LCCN (EN) n86127160 · GND (DE) 1060472791 · BNF (FR) cb12492990r (data) |